# Aeroflot
Aeroflot – Russische Luftfahrtlinien (russisch Аэрофлот – Российские авиалинии/Transkription Aeroflot – Rossiskije awialinii), ist die größte russische Fluggesellschaft mit Sitz in Moskau und Drehkreuz auf dem Flughafen Moskau-Scheremetjewo. Aeroflot war zu Zeiten der Sowjetunion mehrere Jahrzehnte lang die größte Fluggesellschaft der Welt. Als Staatsunternehmen befindet sich Aeroflot weiterhin zu 73,8 Prozent im Eigentum des russischen Staates; die Mitgliedschaft in der Luftfahrtallianz SkyTeam wurde nach der russischen Invasion in die Ukraine im April 2022 suspendiert. Die Fluggesellschaft Pobeda ist eine 100-prozentige Tochter der Aeroflot.

## Geschichte

### Anfangsjahre
Der 9. Februar 1923 wird offiziell als Geburtsdatum der russischen Zivilluftfahrt angesehen. Der Rat für Arbeit und Verteidigung gab an diesem Tag eine Entschließung heraus, die die Verwaltung der zentralen Luftflotte bevollmächtigte, die technische Überwachung von Fluggesellschaften und die Gründung eines Zivilluftfahrt-Rates vorzunehmen. Am 8. März 1923 wurde in der jungen Sowjetunion der „Verein der Luftfahrtfreunde“ gegründet, der es sich zum Ziel machte, Geldmittel für den Bau von Flugzeugen zu sammeln und die Vorteile der Luftfahrt zu propagieren. Am 17. März fand die konstituierende Versammlung der „Aktiengesellschaft Dobroljot“ (russisch Добролёт), der ersten Luftfahrtgesellschaft der Sowjetunion, statt. Neben den Vereinsmitgliedern kauften auch Funktionäre die zum Preis von je 1,05 Rubel emittierten Aktien. Lenin soll 60 Aktien gekauft haben.
Im selben Jahr wurden die ukrainische Luftfahrtgesellschaft „Ukrwosduchput“ sowie die kaukasische „SakAvia“ gegründet. Durch Parolen wie etwa „Wer nicht Aktionär von Dobroljot ist, der ist auch kein Bürger der Sowjetunion“ eingeschüchtert, spendeten die Arbeiter ihren Lohn und die Bauern ihre Erzeugnisse an den Verein unter Vorsitz von Feliks Dzierżyński und Michail Frunse oder kauften Aktien von Dobroljot.
Für die erste Flotte der neuen Luftfahrtgesellschaft wurden in Deutschland 15 Flugzeuge vom Typ Junkers F 13 gekauft. Die erste Linie von Moskau nach Nischni Nowgorod wurde am 15. Juli 1923 mit einer F 13, gesteuert von J. N. Moissejew, eröffnet. Ein großer Anteil ausländischer Typen, vor allem deutsche und US-amerikanische, sollten noch bis weit in die 1930er Jahre hinein das Bild der zivilen Luftfahrt der Sowjetunion prägen. Mit der AK-1 flog 1924 der erste einheimische Flugzeugtyp bei Dobroljot. Auslandsflüge konnte die Gesellschaft immer noch nicht ausführen und so verlängerte die Regierung der Sowjetunion den Vertrag mit der deutsch-russischen Fluggesellschaft Deruluft für Flüge von Moskau über Königsberg nach Berlin.
Am 29. Oktober 1930 fusionierte Dobroljot mit der Aktiengesellschaft Ukrwosduchput, die 1925 die SakAvia übernommen hatte, zur „Allunionsvereinigung der Zivilluftflotte“ (WO GWF).

### Nach Entstehen der Aeroflot

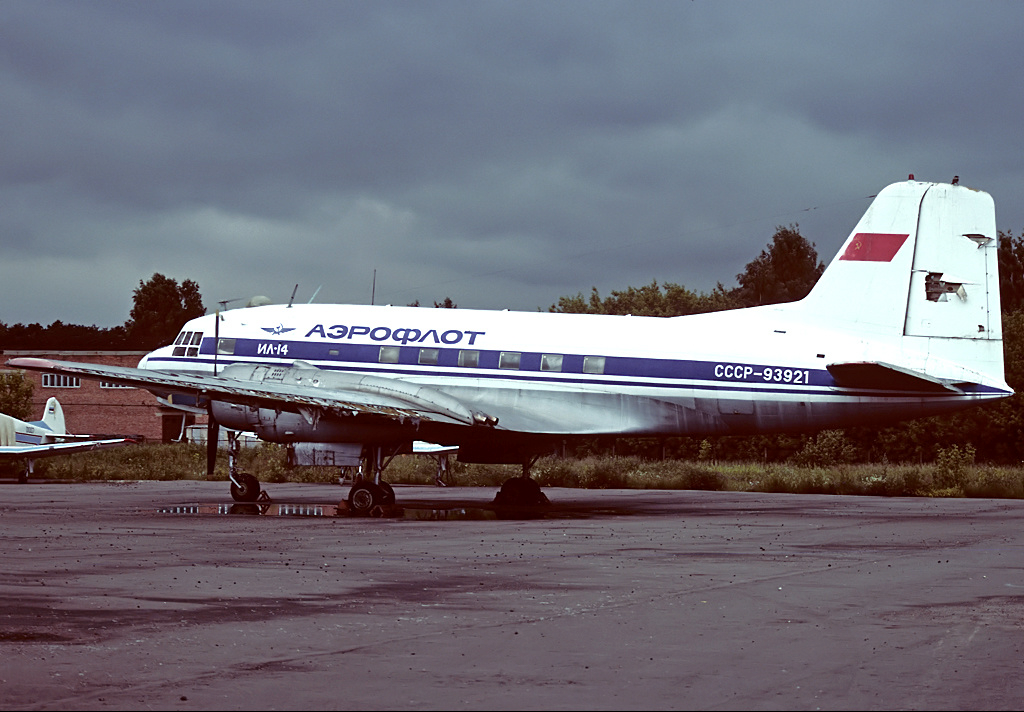
Eine Iljuschin Il-14 der Aeroflot

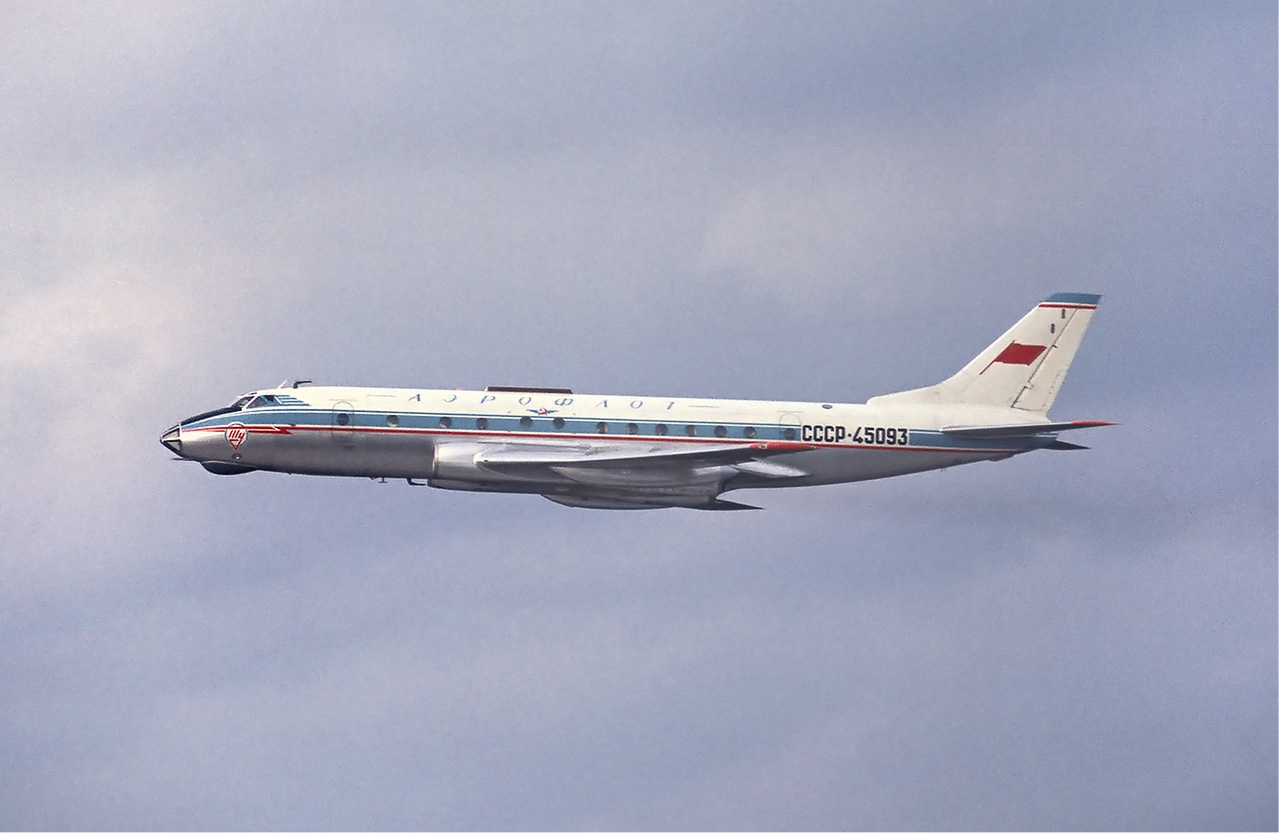
Eine Tupolew Tu-124 der Aeroflot im Jahr 1967

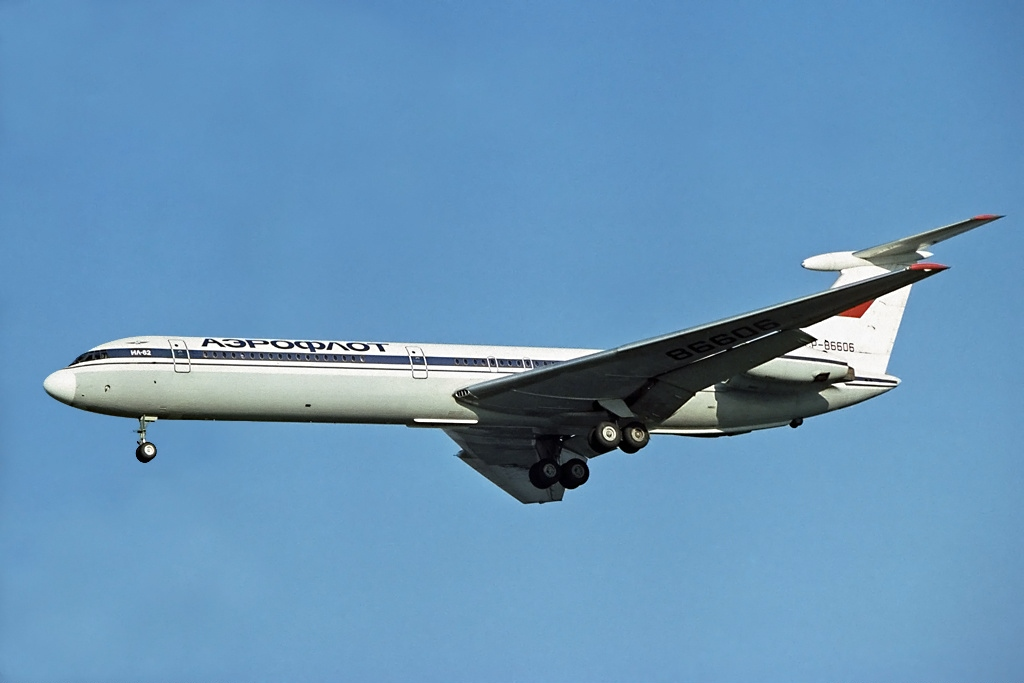
Eine Iljuschin Il-62 der Aeroflot im Jahr 1976

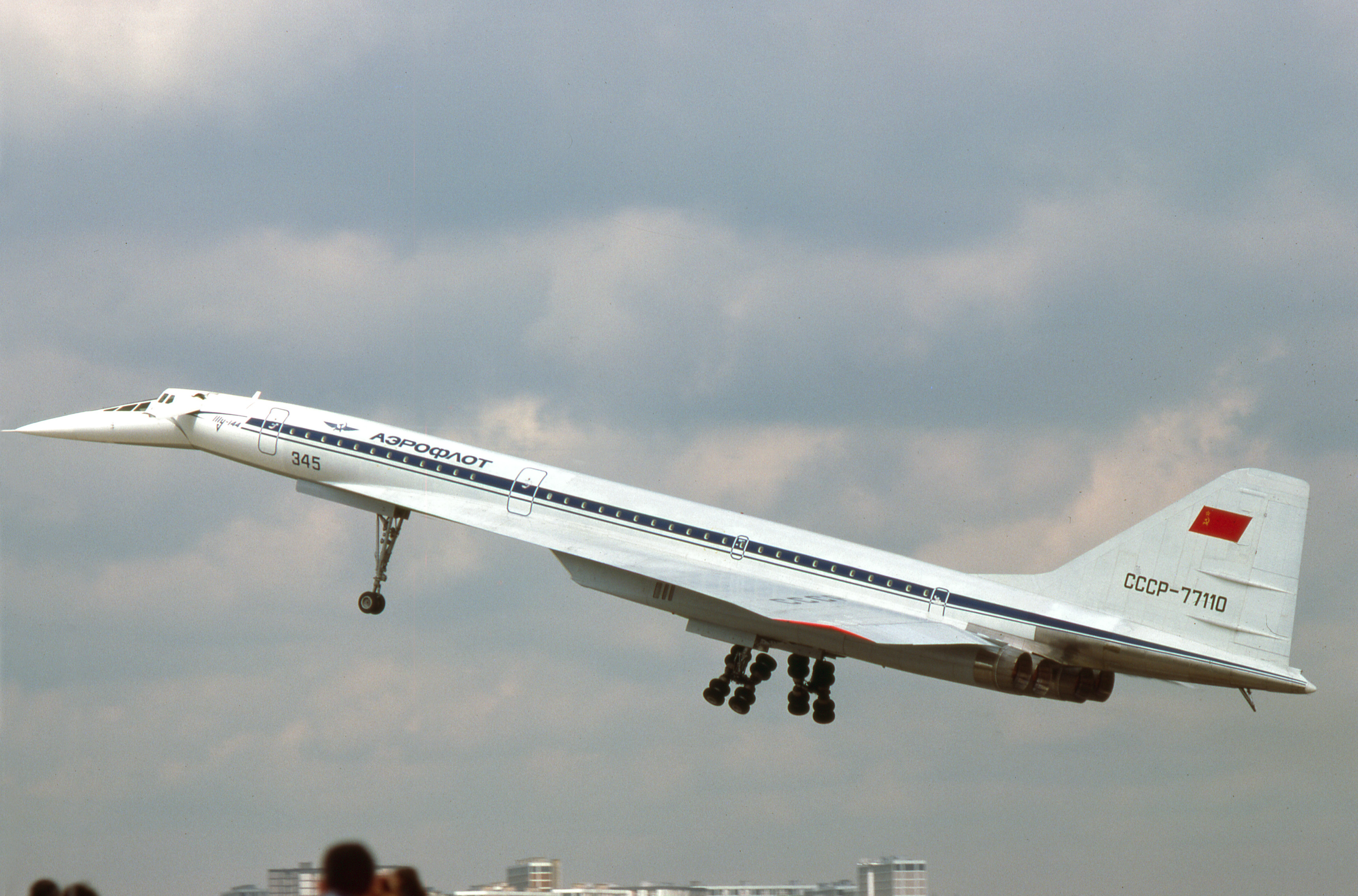
Eine Tupolew Tu-144 der Aeroflot im Jahr 1976

Aktuelles Logo der Aeroflot in kyrillischer Schrift

Am 25. Februar 1932 wurde die WO GWF zur „Hauptverwaltung der Zivilluftflotte“ (GU GWF) umgewandelt und ihr sämtliche zivilfliegerische Aktivitäten des Landes unterstellt mit Ausnahme der Polarluftflotte (Poljarnaja Awiazija), für die die Hauptverwaltung Nördlicher Seeweg verantwortlich zeichnete. Die mittlerweile zu einem riesigen Verband der zivilen Luftfahrt angewachsene GU GWF erhielt am 5. März desselben Jahres als Kurzbezeichnung den Namen „Aeroflot“. Die Flotte der Fluggesellschaft zählte nun über 100 aktive Flugzeuge, darunter einige sowjetische wie ANT-9 und K-5. Einer der wichtigsten Flugzeugtypen der Aeroflot war ab 1939 die in mehreren tausend Exemplaren produzierte Li-2, eine Lizenzversion der DC-3. Bis 1940 war das Streckennetz der Aeroflot auf 138.700 km angewachsen, auf denen in jenem Jahr 400.000 Passagiere und 58.400 t Fracht befördert wurden. Während des Zweiten Weltkrieges wurden sämtliche Aktivitäten in den Dienst des Militärs gestellt. So wurden Transportflüge zur Versorgung des eingeschlossenen Leningrad oder von Partisanen im deutschen Hinterland ebenso durchgeführt wie das Absetzen von Luftlandetruppen oder Verwundetentransporte. Von 1941 bis 1945 beförderte Aeroflot solchermaßen 4,5 Mio. Personen sowie etwa 400.000 t Fracht.
In den Jahren nach Kriegsende sonderte Aeroflot ihre bis dahin genutzten Flugzeugtypen wie die Li-2 aus und ersetzte sie durch neuentwickelte Typen wie Il-12 oder Il-14. Im Jahr 1956 setzte die Gesellschaft als eine der ersten weltweit mit der Tu-104 ein ziviles Strahlverkehrsflugzeug ein. Weitere Meilensteine stellen die Einführung der Turboprop-Verkehrsflugzeuge Tu-114 und Il-18 Ende der 1950er Jahre dar. In großer Zahl wurden ab den 1960er Jahren die Tu-134 und Il-62 in den Bestand aufgenommen.
Die Aeroflot, mit rund 3000 Flugzeugen in den 1960er-Jahren größte Fluggesellschaft der Welt, ermöglichte es Sowjetbürgern, sehr günstig zu reisen. Die Tickets waren teils günstiger als eine Bahnfahrt und der Spiegel schrieb 1967, mit einem Korb Kirschen, den man schwarz in Moskau verkaufte, hätte man das Ticket von der Krim nach Moskau amortisieren können. Gemäß Sommerflugplan 1966 fanden täglich 1.700 Flüge statt; insgesamt flogen im Jahr 1966 48 Millionen Passagiere mit der Aeroflot, deren Liniennetz 565.000 Kilometer umfasste.
Im Jahr 1975 begann Aeroflot den Flugbetrieb des Überschallverkehrsflugzeuges Tu-144, der knapp drei Jahre später wieder eingestellt wurde.
Die Flotte der Aeroflot erreichte bis mehr als 10.000 Flugzeuge, davon etwa 700 größere Verkehrsflugzeuge, sie versorgte das Land flächendeckend. Im Jahr 1982 umfasste allein das Inlandroutennetz rund 1 Mio. Kilometer mit 3600 angeflogenen Zielen. Die Transportleistung betrug in jenem Jahr 500 Mio. Passagiere und 14 Mio. Tonnen Fracht. Im Ausland wurden 111 Ziele in 90 Ländern angeflogen. Die Aeroflot betrieb auch Hubschrauber und Agrarflugzeuge wie z. B. die Mi-6 oder An-2.
Aeroflot-Filialen waren während des Kalten Krieges Anlaufstellen für Kuriere und Verbindungsleute der sowjetischen Geheimdienste und gemäß Schätzungen zu über 50 Prozent mit Personal aus ausgebildeten KGB-, aber vor allem GRU-Agenten besetzt. Die Aeroflot-Beschriftung diente auch als Tarnung von militärischen Transportflugzeugen, Aufklärungsflugzeugen und Versuchsflugzeugen, die auf Grundmustern basierten (zum Beispiel Il-18, Il-76) die auch wirklich im Einsatz der Aeroflot waren. Die Flugzeuge der Gesellschaft fertigten zudem strategische Luftaufnahmen an.
Bei der Privatisierung der Gesellschaft sei die Durchtränkung der Gesellschaft mit dem Geheimdienstnetzwerk und dessen mächtigen Interessen laut Alex Goldfarb als eine besondere Herausforderung während des Kaufs von Beteiligungen durch Boris Beresowski erkannt worden. Der durch die Fürsprache von Beresowski eingesetzte Manager Nikolai Gluschkow berichtete, er hätte bei einem Personalbestand von 14.000 Mitarbeitern im Jahr 1996 den Geheimdiensten einfach für jene 3000 Mitarbeiter, welche ihm gar nicht operationell unterstanden, Rechnungen für deren Gehälter versendet.

### Zerfall der Sowjetunion
Mit dem Zusammenbruch der Sowjetunion 1991 ging auch der Zerfall der Aeroflot und ihrer Flotte von über 5.000 Flugzeugen einher. Zahlreiche Gesellschaften wurden regional selbständig und bildeten hunderte Einzelgesellschaften. Einzelne daraus hervor gegangene Gesellschaften konkurrieren heute mit der Aeroflot. Seit 1992 ist diese eine offene Aktiengesellschaft und im RTS-Index gelistet. 1993 richtete sie sich neu aus und benannte sich in „Aeroflot – Russian International Airlines“ (ARIA) um.

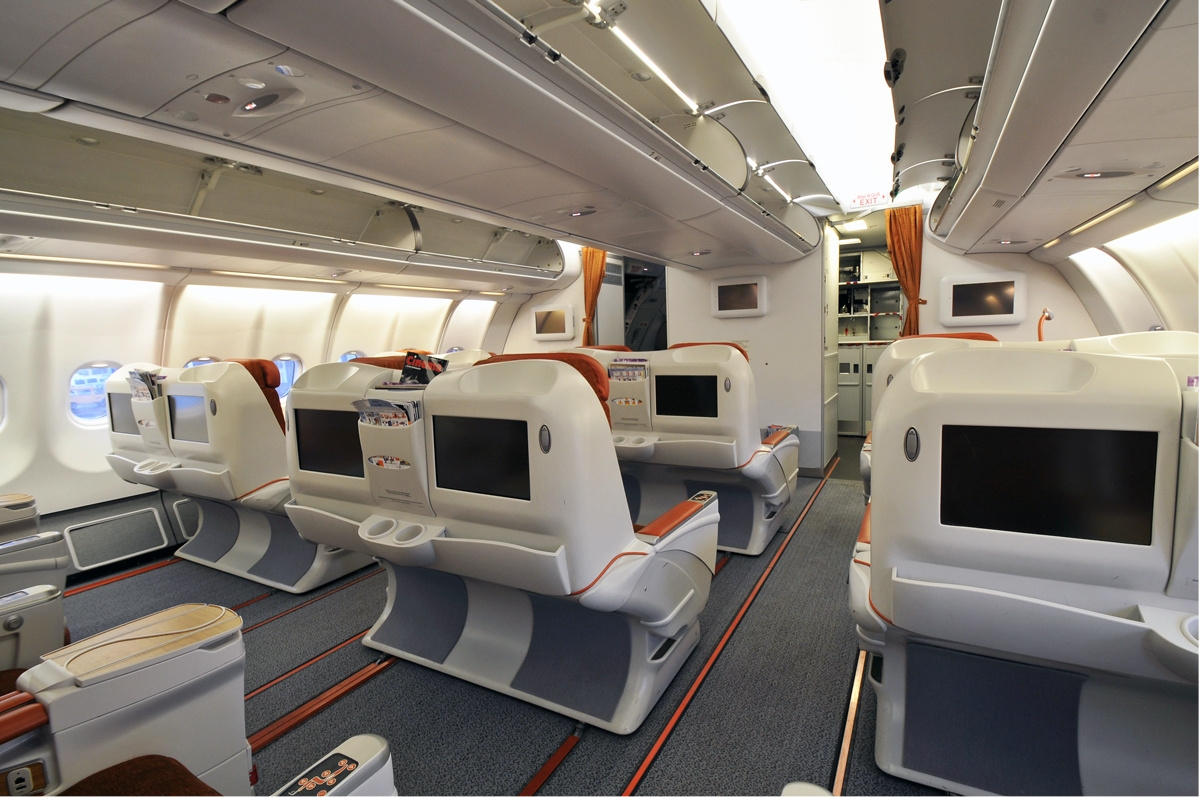
Business-Klasse an Bord eines Airbus A330-200 der Aeroflot

Seit dem 14. April 2006 ist Aeroflot Mitglied der Luftfahrtallianz SkyTeam, der beispielsweise auch Air France angehört. Zu diesem Zeitpunkt war sie die erste russische Fluggesellschaft in einer weltweiten Allianz. Im Februar 2010 wurde bekannt, dass Aeroflot binnen zwei Jahren mit Rossija sowie weiteren fünf kleineren russischen Regionalfluggesellschaften unter der Marke Aeroflot fusionieren soll: Vladivostok Avia, Kavminvodyavia, Orenair, Saravia und SAT Airlines.
Am 30. März 2014 musterte Aeroflot ihre letzten von ehemals sechs Iljuschin Il-96-300 aufgrund deren bereits länger bemängelten Unwirtschaftlichkeit aus.
In den Jahren 2014 und 2015 flog die Aeroflot Verluste ein im Zusammenhang mit der Rubel-Abwertung und Wirtschaftskrise. 2016 schrieb die Gesellschaft wieder Gewinn, unter anderem nach einer Passagierzunahme um 10 Prozent nach der Einstellung der Flüge von Transaero.
Bei Antritt des neuen CEO Michail Polubojarinow 2020 wurde ein Wachstum von 60 Millionen Passagieren der Gruppe im 2020 auf 130 Millionen 2028 angepeilt. Aeroflot sollte dabei die internationale Premium-Airline sein, während ein Teil der Aeroflot-Strecken günstiger von Pobeda übernommen werden sollten.

### Russischer Überfall auf die Ukraine
Am 6. März 2022, gut 10 Tage nach dem Überfall auf die Ukraine, stellte Aeroflot den Flugbetrieb ins Ausland ein. Die beiden CEOs von Aeroflot und Pobeda traten zurück. Am 11. April 2022 wurde die Gesellschaft auf die als „Schwarze Liste“ bezeichnete EU-Flugsicherheitsliste gesetzt und ihr damit der Betrieb in der EU untersagt. Grund dafür ist, dass die russische Föderale Agentur für Lufttransport russischen Gesellschaften erlaubt, ausländische Luftfahrzeuge ohne gültiges Lufttüchtigkeitszeugnis zu betreiben. Am 27. April 2022 wurde die Skyteam-Mitgliedschaft „vorübergehend suspendiert“.
Vor dem Krieg hatte Aeroflot 56 Länder angeflogen, im Mai 2022 noch 13 Länder. Für die Zeit nach Sommer 2022 wurde zu diesem Zeitpunkt erwartet, dass Aeroflot einen Teil der Flotte als Ersatzteilspender verwenden werde. Im ersten Halbjahr 2022 beförderte Aeroflot 17 Millionen Passagiere, 7,4 % weniger als im Vorjahr.
Aeroflot sollte bis 2030 339 russische Flugzeuge erhalten. 2024 wollte Aeroflot aber keine Tu-214 und keine Superjet. Aeroflot hatte im Juni 2025 noch 36 doppelt registrierte Flugzeuge. 192 Flugzeuge waren ohne Doppelregistrierung. Die Zahlungen zur Auflösung von Leasingverträgen waren geheim.
Am 28. Juli 2025 hackte die proukrainische Hackergruppe Silent Crow mit Hilfe der belarussische Gruppen Cyber Partisans nach einem Jahr Vorbereitung die IT-Systeme der Aeroflot. So sollen 7000 Server gehackt worden sein und zahlreiche Terabyte an Daten inklusive Passagierdaten abhandengekommen sein. Nach Angaben der Gruppen soll CEO Sergej Alexandrowski seit 2022 sein Passwort nicht geändert haben und die Systeme liefen angeblich noch auf Windows XP und Windows Server 2003. Zahlreiche Flüge fielen in der Folge aus und Passagiere, die planten, in die Ferien zu fliegen, saßen fest. Betroffen waren Inlands- und Auslandsflüge. Bis zu dem Zeitpunkt fielen immer wieder Flüge aufgrund der ukrainischen Drohnenangriffe auf Russland aus, dies war das erste Mal, dass Flüge aufgrund des erfolgreichen Hackerangriffes ausfielen. Am Schluss fielen insgesamt 108 Flüge beziehungsweise 42 Prozent aller Flüge von Aeroflot am Tage des Hackerangriffes aus, es gelang Aeroflot aber am Folgetag bereits schon wieder 93 Prozent aller Flüge durchzuführen, so blieb am Ende in erster Linie der Vertrauensverlust als Erfolg des Hackerangriffs.

## Flugziele
Aeroflot bedient ein dichtes Netz an Verbindungen innerhalb Russlands.
Bis März 2022 flog Aeroflot darüber hinaus zahlreiche europäische Metropolen wie beispielsweise London, Madrid, Paris, Rom und Wien an. Des Weiteren wurden mehrere Langstreckenziele, darunter Bangkok, Hongkong, Peking, Los Angeles, Havanna und Tokio angeflogen.
In Deutschland wurden Berlin Brandenburg, Dresden, Düsseldorf, Frankfurt am Main, Hamburg, München, Stuttgart und Hannover angesteuert, während in Österreich neben Wien saisonal auch Salzburg und Innsbruck und in der Schweiz Zürich und Genf bedient wurden.

## Flotte

### Aktuelle Flotte

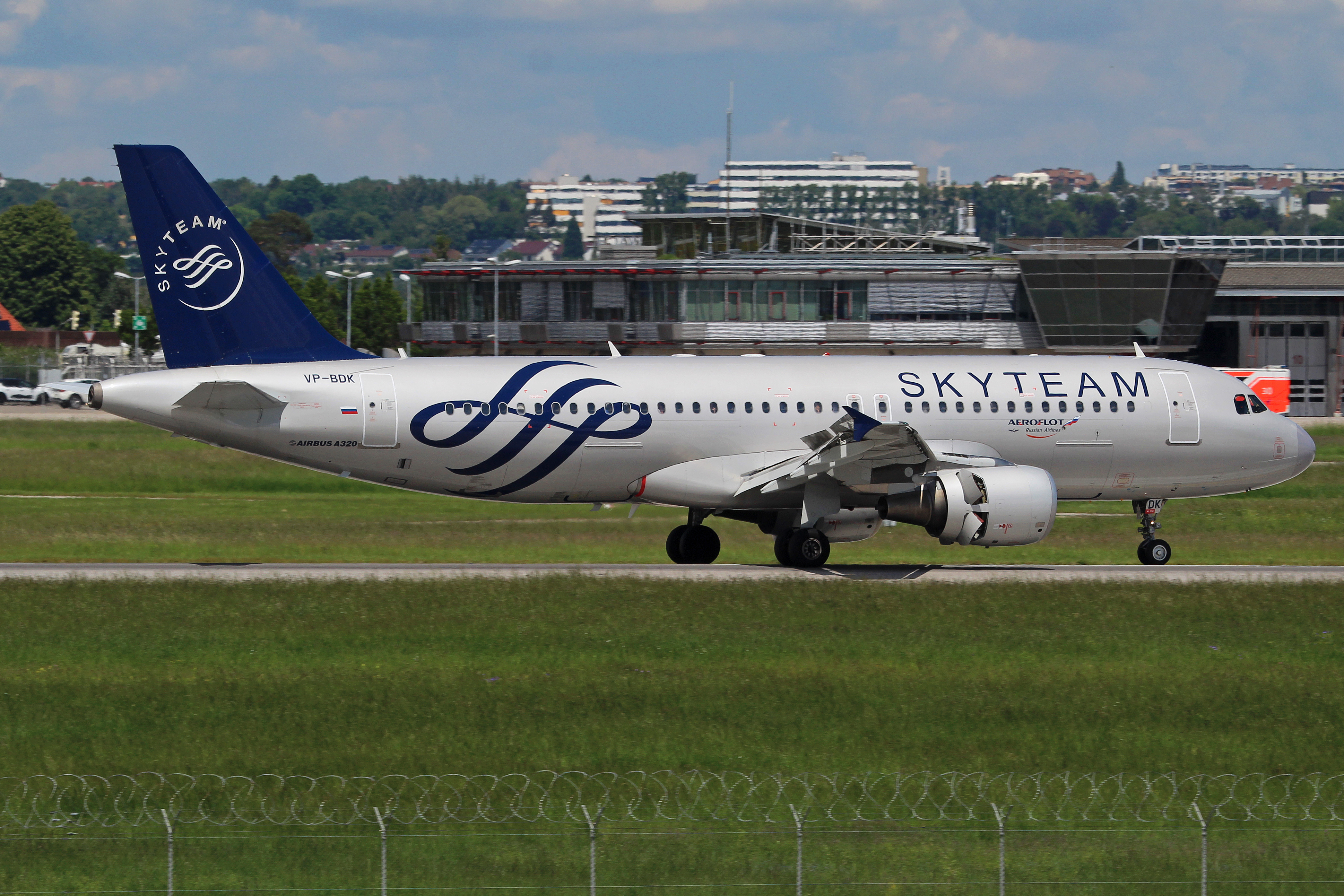
Ein Airbus A320-200 der Aeroflot in Skyteam-Bemalung

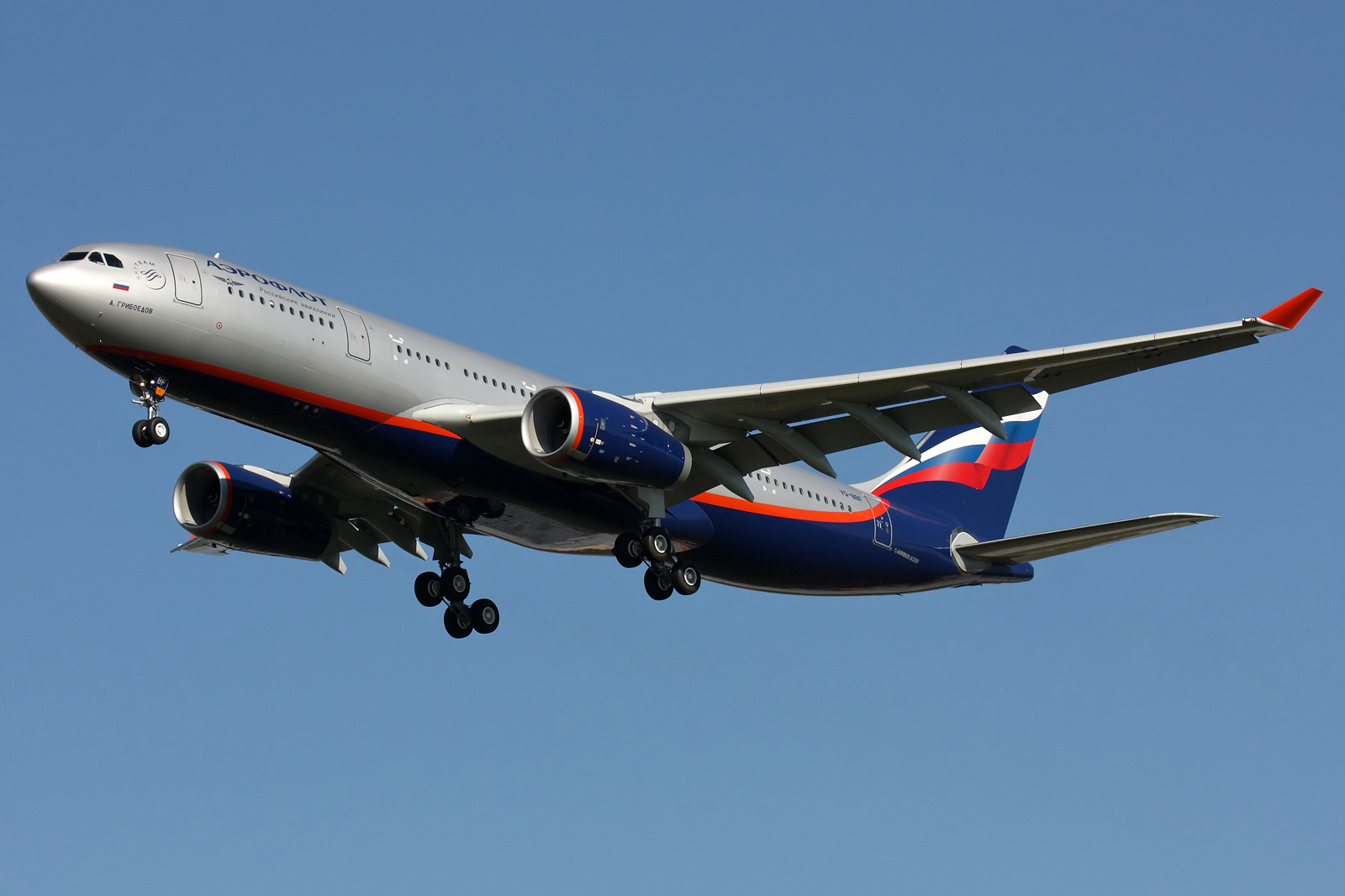
Ein Airbus A330-200 der Aeroflot

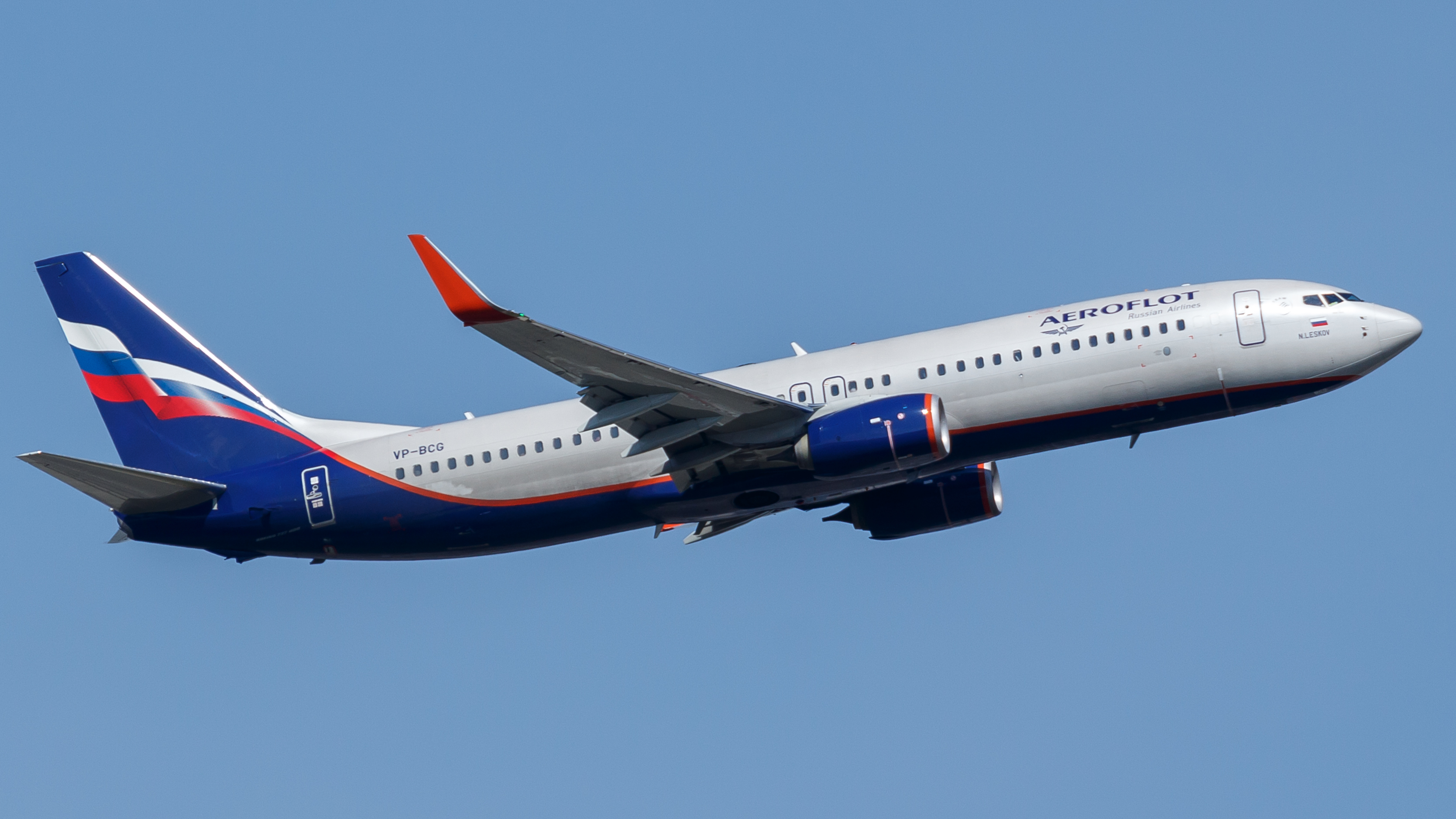
Boeing 737-800 der Aeroflot

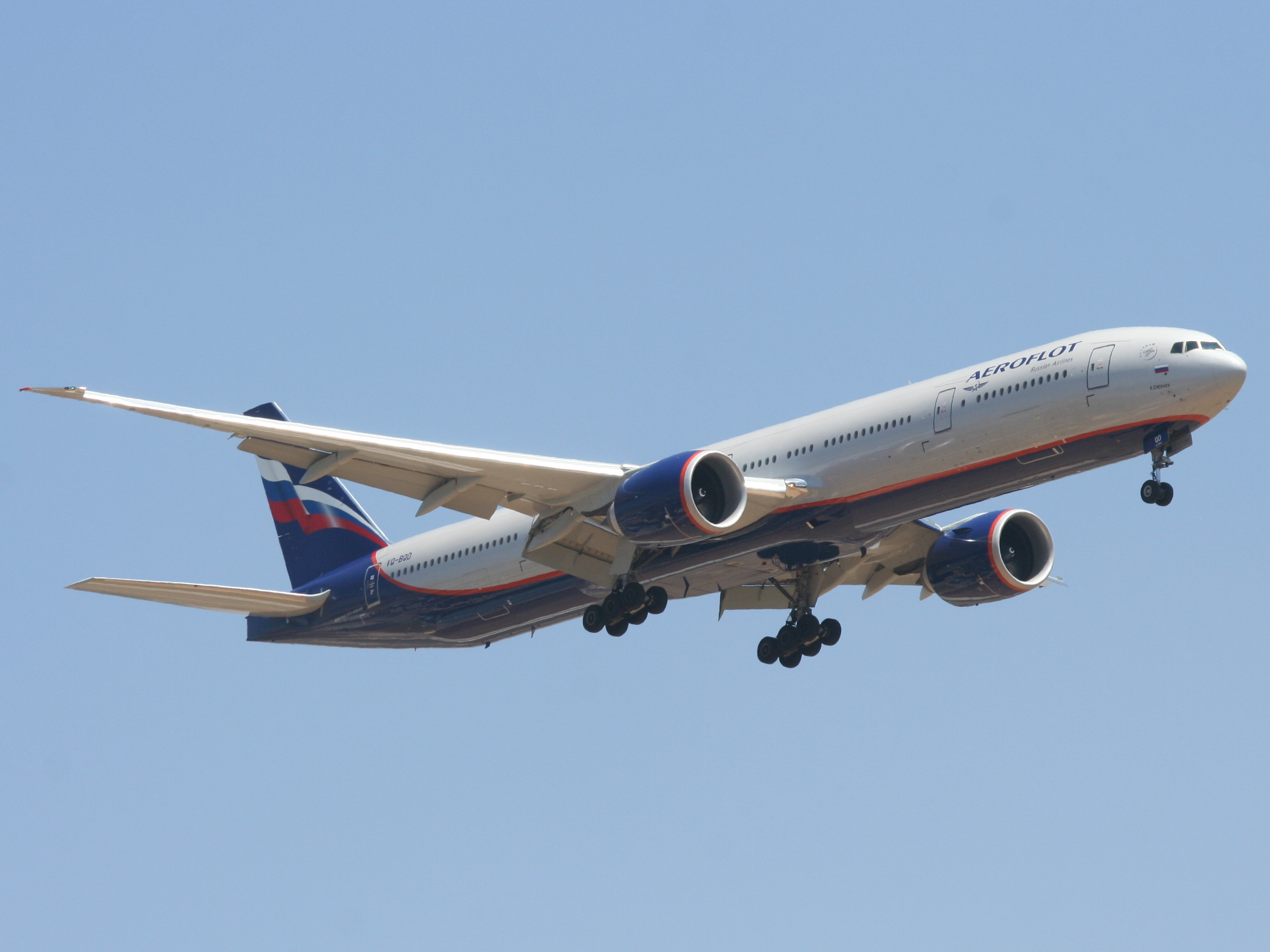
Boeing 777-300ER der Aeroflot

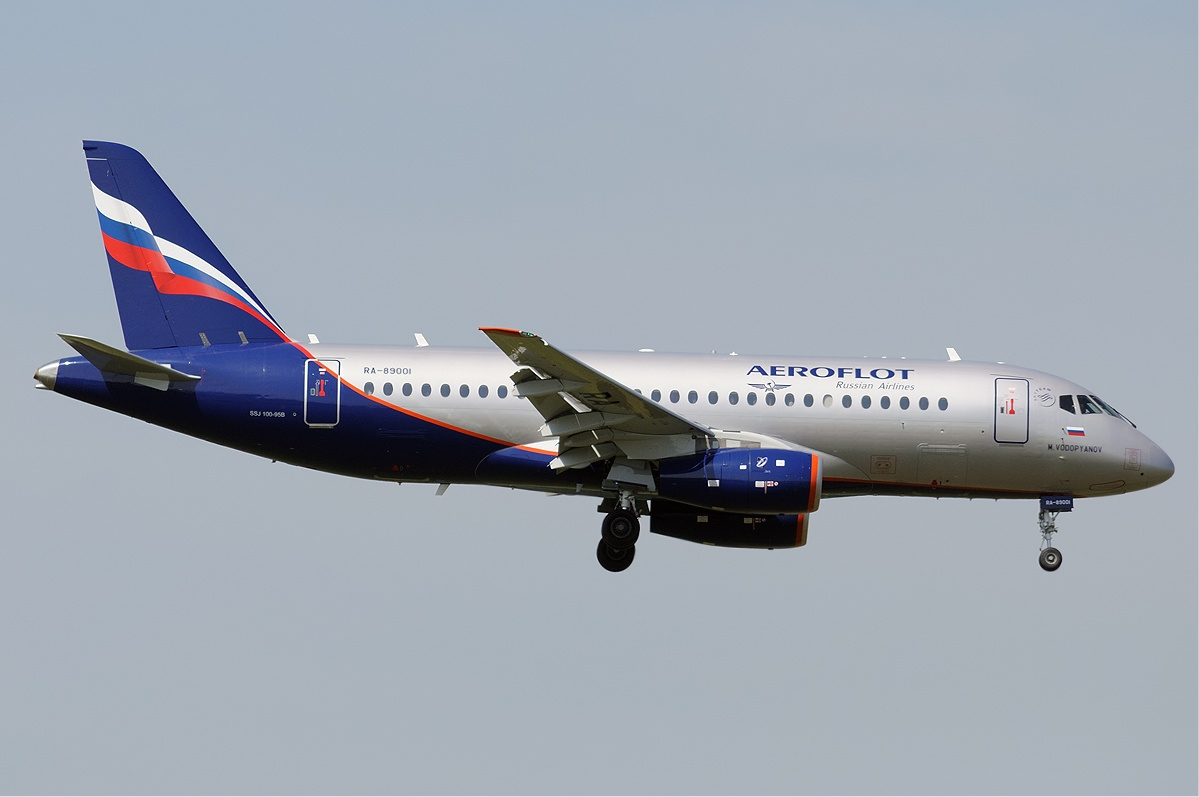
Ein Suchoi Superjet 100 der Aeroflot

Mit Stand Juli 2024 besteht die Flotte der Aeroflot aus 170 Flugzeugen mit einem Durchschnittsalter von 8,4 Jahren:
| Flugzeugtyp      | Anzahl | bestellt | Anmerkungen | Sitzplätze (Business/Comfort/Economy)        | Durchschnittsalter (Juli 2024) |
| ---------------- | ------ | -------- | --- | -------------------------------------------- | ------------------------------ |
| Airbus A320-200  | 051    |          | teilweise mit Winglets ausgestattet                                                                                            | 140 (20/-/120) 158 (8/-/150)                 | 9,1 Jahre                      |
| Airbus A320neo   | 06     |          | einer inaktiv | 156 (12/-/144)                               | 3,5 Jahre                      |
| Airbus A321-200  | 032    |          | sechs inaktiv; 25 mit Winglets ausgestattet                                                                                    | 170 (28/-/142) 183 (16/-/167)                | 8,6 Jahre                      |
| Airbus A321neo   | 03     |          | | 196 (12/-/184)                               | 3,3 Jahre                      |
| Airbus A330-300  | 012    |          | drei inaktiv | 296 (28/-/268) 300 (36/-/264) 302 (34/-/268) | 12,4 Jahre                     |
| Airbus A350-900  | 07     |          | zwei inaktiv; die aufgrund der Sanktionen nicht ausgelieferten Airbus A350 wurden vorübergehend an Turkish Airlines geliefert. | 316 (28/24/264)                              | 3,6 Jahre                      |
| Boeing 737-800   | 037    |          | drei inaktiv; mit Winglets ausgestattet                                                                                        | 158 (20/-/138) 164 (8/6/150) 168 (12/6-/150) | 8,2 Jahre                      |
| Boeing 777-300ER | 022    |          | eine inaktiv | 402 (30/48/324)                              | 8,5 Jahre                      |
| Irkut MS-21      |        | 50       | Zulauf war zwischen 2020 und 2026 geplant                                                                                      | 169 (16/-/153)                               |                                |
| Gesamt           | 170    | 50       | |                                              | 8,4 Jahre                      |

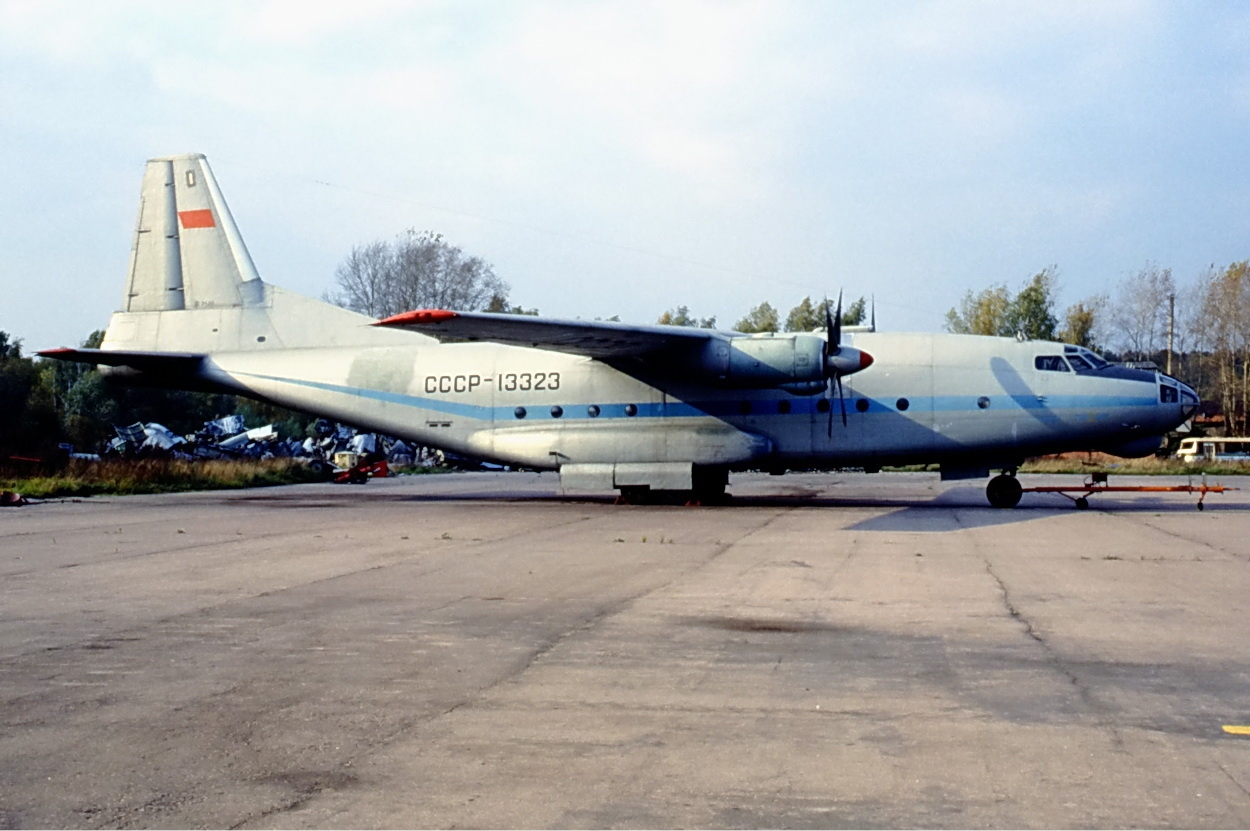
Eine Antonow An-8 der Aeroflot

Um hohe Importsteuern für im Ausland hergestellte Flugzeuge (die die deutliche Mehrheit der Flotte ausmachen) zu vermeiden, ließ Aeroflot ihre Airbus- und Boeing-Flugzeuge auf den Bermudas registrieren. Deren Luftfahrzeugkennzeichen begannen daher mit den entsprechenden Staatszugehörigkeitszeichen VP-B oder VQ-B anstelle der mit RA- beginnenden für in Russland registrierte Flugzeuge.
Eine neue Farbgestaltung wurde im Jahr 2020 erstmals an einem Airbus A350 von Aeroflot angebracht. Die Grundfarbe ist weiß und der Schriftzug „Aeroflot“ wurde vergrößert.

### Ehemalige Flugzeugtypen
- Airbus A310-300
- Airbus A319-100
- Airbus A330-200
- Antonow An-2
- Antonow An-8
- Antonow An-10
- Antonow An-12
- Antonow An-14
- Antonow An-22
- Antonow An-24
- Antonow An-26
- Antonow An-28
- Antonow An-30
- Antonow An-32
- Antonow An-72
- Antonow An-74
- Antonow An-124
- Boeing 737-400
- Boeing 767-300
- Boeing 777-200
- Consolidated PBY

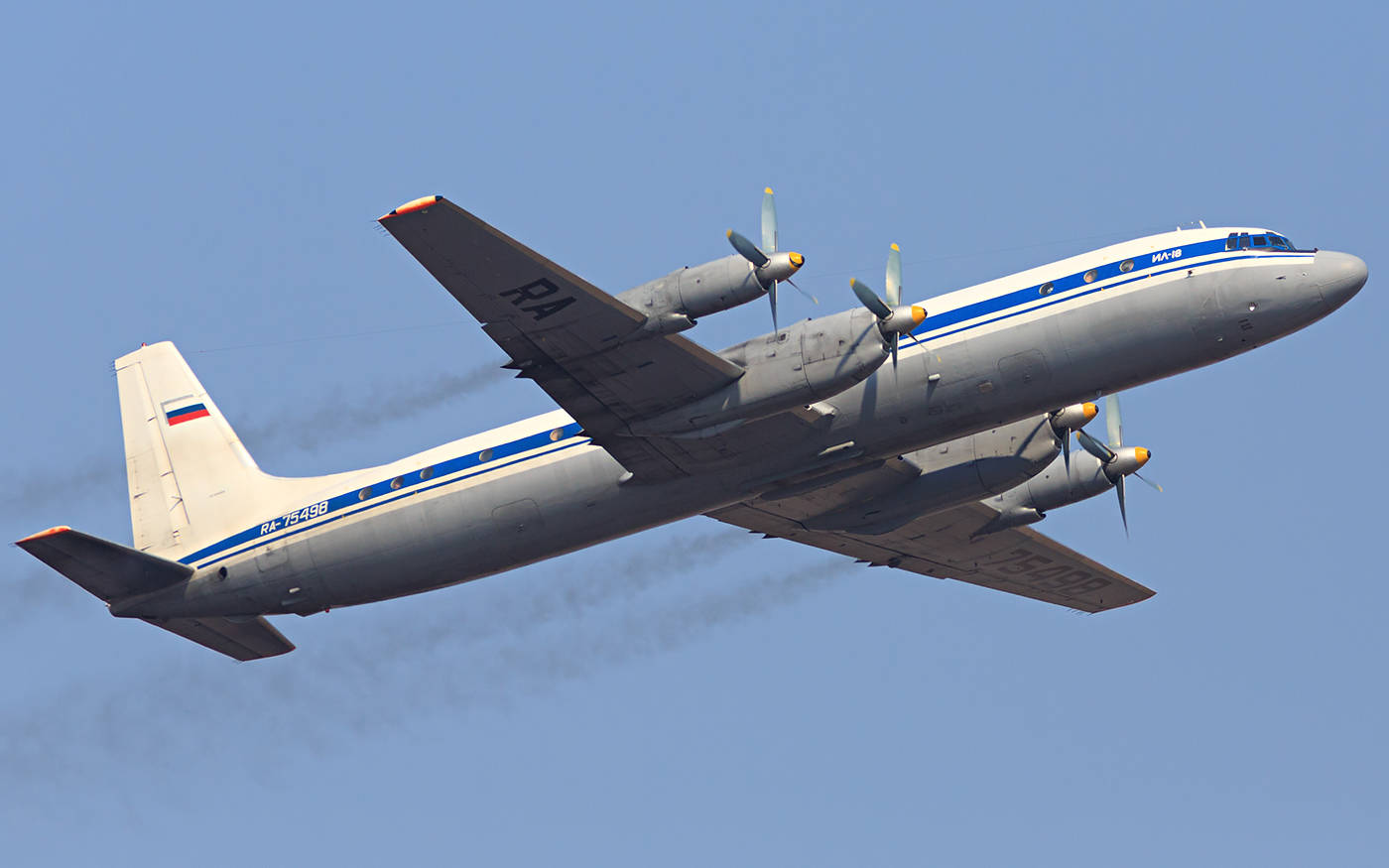
Eine Iljuschin Il-18 der Aeroflot

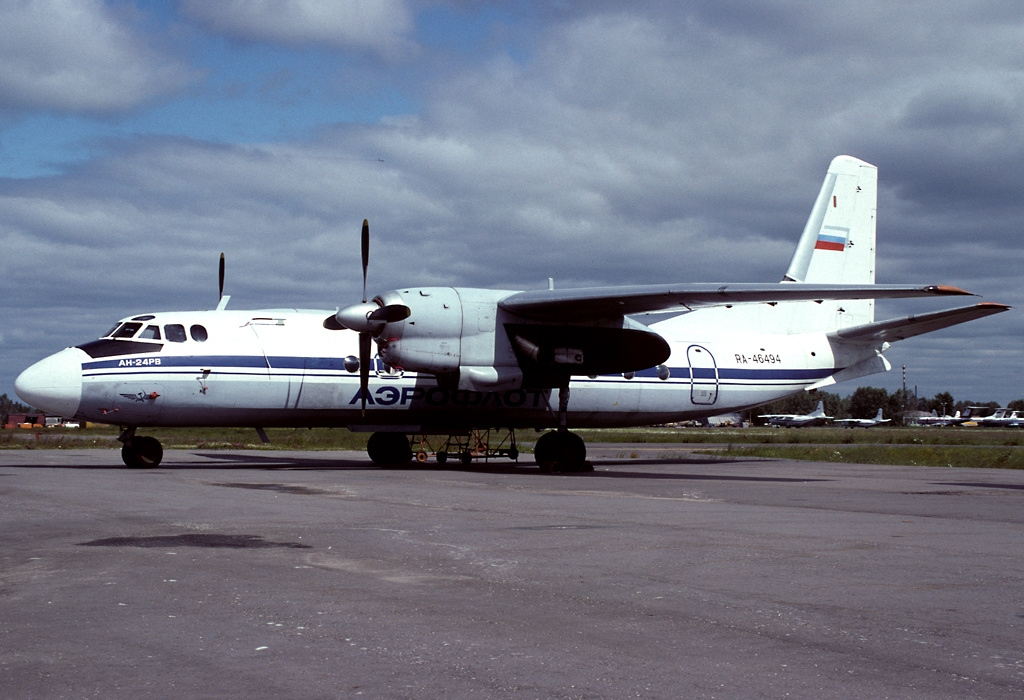
Eine Antonow An-24 der Aeroflot

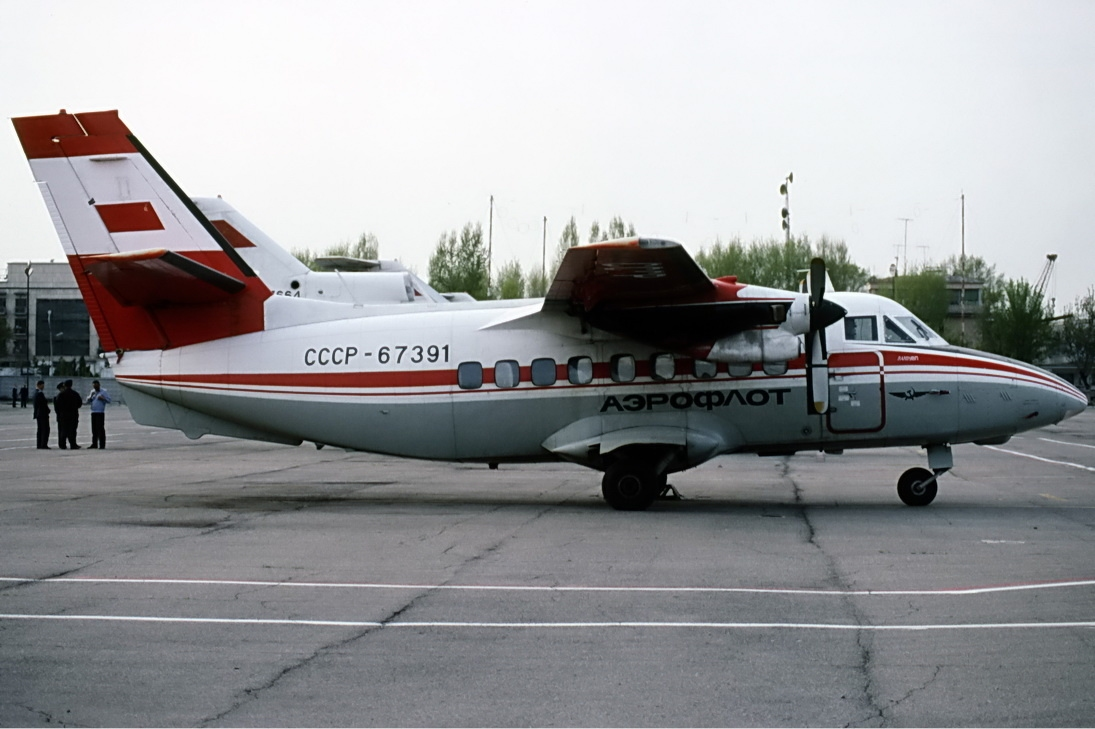
Eine Let L-410 der Aeroflot

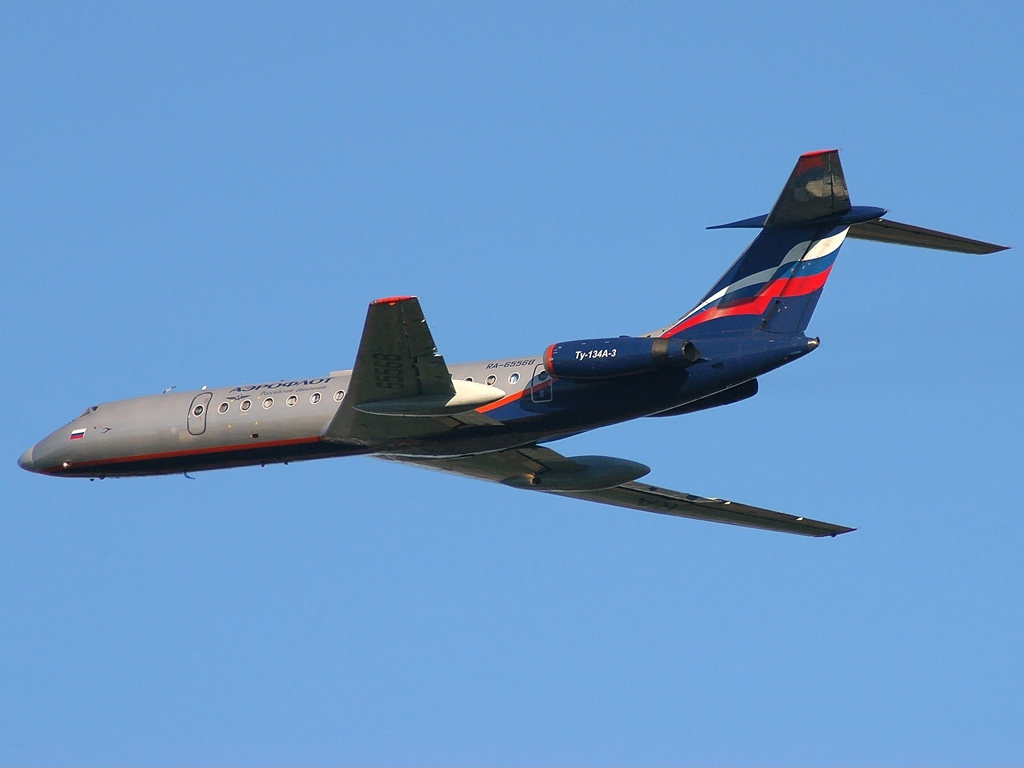
Eine Tupolew Tu-134 der Aeroflot

- Douglas DC-3, C-47 und andere Varianten
- Iljuschin Il-12
- Iljuschin Il-14
- Iljuschin Il-18
- Iljuschin Il-62
- Iljuschin Il-76
- Iljuschin Il-86
- Iljuschin Il-96
- Jakowlew Jak-40
- Jakowlew Jak-42
- Junkers Ju 52/3m
- Let L-410
- Lisunow Li-2
- Lockheed 14
- McDonnell Douglas DC-10-40
- McDonnell Douglas MD-11
- Suchoi Superjet 100
- Tupolew Tu-104
- Tupolew Tu-114
- Tupolew Tu-124
- Tupolew Tu-134
- Tupolew Tu-144
- Tupolew Tu-154
- Tupolew Tu-204

## Eigentümerstruktur der Fluggesellschaft
Die Fluggesellschaft Aeroflot befindet sich mit einer von knapp 51,2 % bis ins Jahr 2020 auf über 57 % angestiegenen Beteiligung mehrheitlich im Besitz des russischen Staates (Rosimuschtschestwo).  Weitere größere Teile der Aktien halten oder hielten der russische Zentralverwahrer NRD (34,6 %), Aeroflot Finance (4,5 %), Aviakapital Service (1,75 %) und Rostec (1,5 %). Außerdem sind über 11.000 russische Privatanleger an der Aeroflot-Gruppe beteiligt. Knapp 41 % der Aktien wurden Anfang 2020 unter anderem an der Moskauer Börse gehandelt. Das Grundkapital der Fluggesellschaft beträgt gut 1,11 Mrd. Rubel.

## Aeroflot-Gruppe
Aeroflot hat zahlreiche Beteiligungen an russischen Fluggesellschaften und Firmen, die im Bereich der Luftfahrt tätig sind. Neben den 100%igen Tochterfluggesellschaften Donavia, Orenair und Pobeda hält die Aeroflot-Gruppe Mehrheitsanteile an Rossija (75 % minus eine Aktie) und Aurora (51 %). Andere Mehrheitsbeteiligungen bestehen am Anbieter von u. a. Bordverpflegung Aeromar (51 %, zusammen mit LSG Sky Chefs) und am Verwaltungsunternehmen Scherotel (100 %), welches das Flughafenhotel Novotel und Loungen in den Terminals D, E und F am Flughafen Scheremetjewo betreut. Die 100%ige Tochter A Technics bietet mit eigenen Hangars an den Flughäfen Moskau-Wnukowo und Orenburg Wartungsdienstleistungen für Flugzeuge an. Ebenso verfügt Aeroflot über 100 % der Anteile an der eigenen Aeroflot-Flugschule unweit des Flughafens Scheremetjewo. Die Finanztochter Aeroflot Finance gehört der Gruppe zu 99,99 %. Diese hält ebenfalls Anteile an Aeroflot und verkaufte im September 2017 4,84 % an der Fluggesellschaft.
Am 21. September 2021 befanden sich 352 Flugzeuge in der Flotte der Gruppe, wovon 67, die Suchoi Superjet, russischer Bauart waren.

## Zwischenfälle
Die in den eigenen Hauptartikel ausgelagerte Liste von Zwischenfällen bei Aeroflot zeigt eine Übersicht über die Zwischenfälle mit Todesfolge oder Totalschaden von Flugzeugen bei der sowjetischen, später russischen Fluggesellschaft Aeroflot.
Für Aeroflot sind von ihrer Gründung bis Januar 2024 insgesamt 1589 Totalverluste von Flugzeugen verzeichnet. Dabei kamen insgesamt 9029 Personen ums Leben. In der Unfall-Datenbank von Aviation Safety Network gibt es jedoch keinen absolut vollständigen Gesamtüberblick über Aeroflot-Unfälle in der gesamten Sowjetunion.
Bei der Einordnung dieser Zahlen ist jedoch zu berücksichtigen, dass die sowjetische Luftfahrt eine völlig andere Struktur hatte als im Westen üblich. Die Aeroflot umfasste die komplette zivile Luftfahrt sowie einen Teil der militärischen Flugzeuge, zeitweise trugen etwa 10.000 Flugzeuge des zivilen Fluggeräts den Namen Aeroflot. Viele Piloten waren Offiziere der Reserve, und insgesamt war diese Fluggesellschaft sehr eng mit den sowjetischen Luftstreitkräften verwoben.

## Sanktionen
Am 24. Februar 2022 kündigte die britische Regierung ein Landeverbot für Aeroflot-Flugzeuge auf britischem Gebiet an. Am 25. Februar 2022 sperrten auch Polen, Tschechien und Bulgarien sowie am Tag darauf die baltischen Staaten (Estland, Litauen, Lettland) ihren Luftraum für russische Flugzeuge. Am 27. Februar 2022 sperrten auch Deutschland und Österreich den Luftraum für russische Fluggesellschaften. Am selben Tag verkündete die Präsidentin der Europäischen Kommission, die Maßnahme werde auf alle Mitgliedsstaaten ausgeweitet. Am 2. März 2022 gaben auch die USA bekannt, ihren Luftraum für Aeroflot zu sperren.
Nach dem russischen Überfall auf die Ukraine kündigte Aeroflot an, ab dem 8. März 2022 keine internationalen Verbindungen mehr zu bedienen, ausgenommen davon ist lediglich Belarus. Hintergrund sind die mit den westlichen Sanktionen gegen Russland zu erwartenden Beschlagnahmungen geleaster Maschinen aufgrund der gekündigten Leasing-Verträge für Flugzeuge.
Am 12. März trat der Vizechef Andrej Panow wegen des Krieges zurück und verließ Russland.
Zwischenzeitlich ist der Flughafen Sotschi Russlands einziges Drehkreuz für Flüge ins Ausland. Aufgrund der Randlage von Sotschi können von Aeroflot von dort aus internationale Fernziele wie Dubai oder Delhi mit Flugzeugen begrenzter Reichweite aus russischer Produktion angeflogen werden. Auf diese Weise will Aeroflot vermeiden, dass Leasinggeber geleaste Airbus- und Boeing-Jets mit deutlich höheren Reichweiten wegen Zahlungsrückständen im Ausland beschlagnahmen lassen.

## Trivia
Durch eine Gesetzesänderung können seit Juli 2014 auch ausländische Piloten für die Aeroflot fliegen. Am 24. September 2014 flog der Deutsche Klaus-Dieter Rohlfs (* 1968) als Pilot eines Airbus A320 von Moskau nach Prag und ist damit der erste ausländische Pilot der Aeroflot.